# Zwolse Vaart
De Zwolse Vaart is een kanaal in de Noordoostpolder in de provincie Flevoland. Het kanaal loopt van het Kadoelermeer (de Voorstersluis bij gemaal Smeenge) door het Voorsterbos via Marknesse naar Emmeloord en gaat daar over in de Urkervaart.

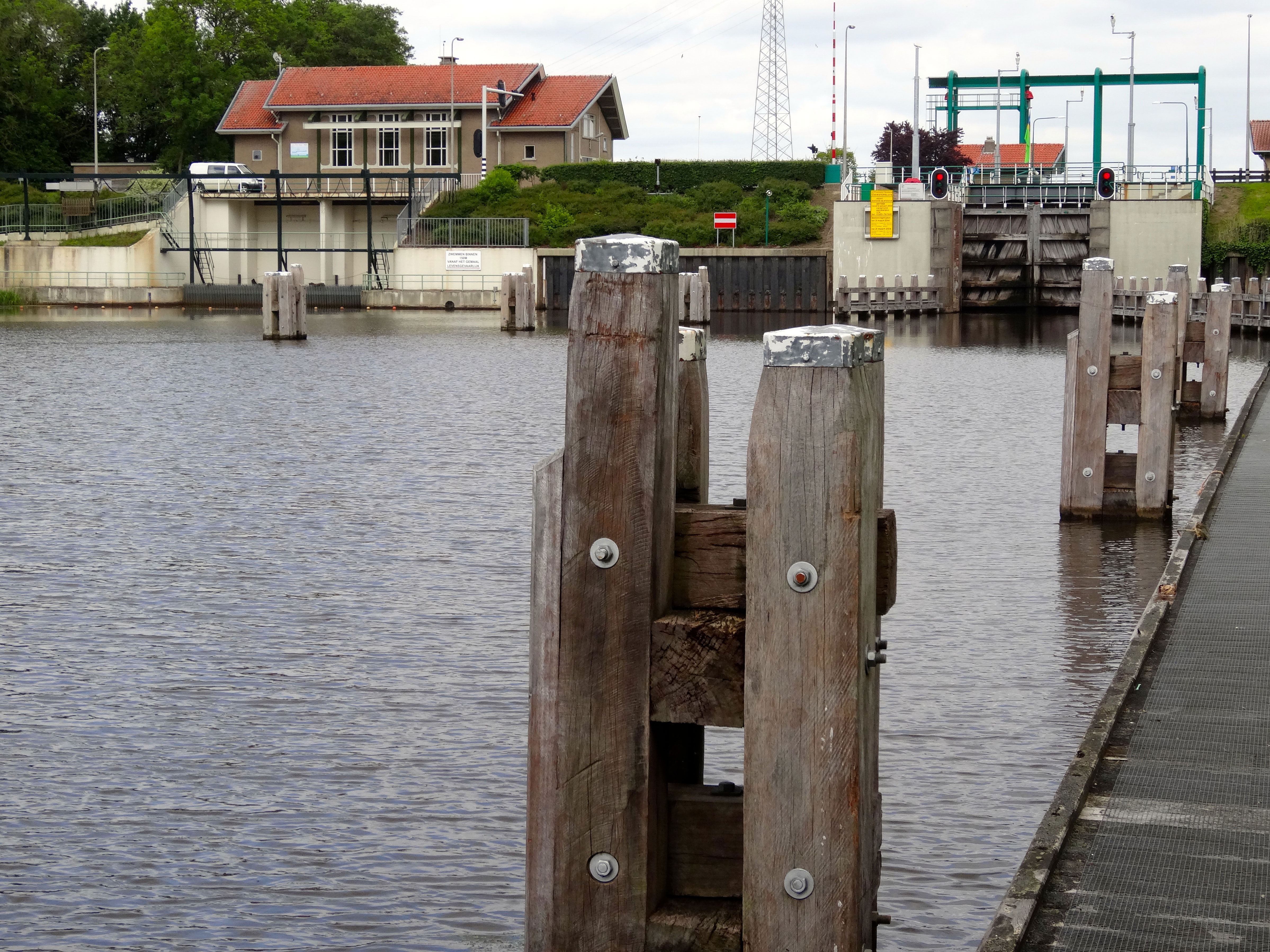
Zwolse Vaart met Voorstersluis (rechts) en gemaal Smeenge
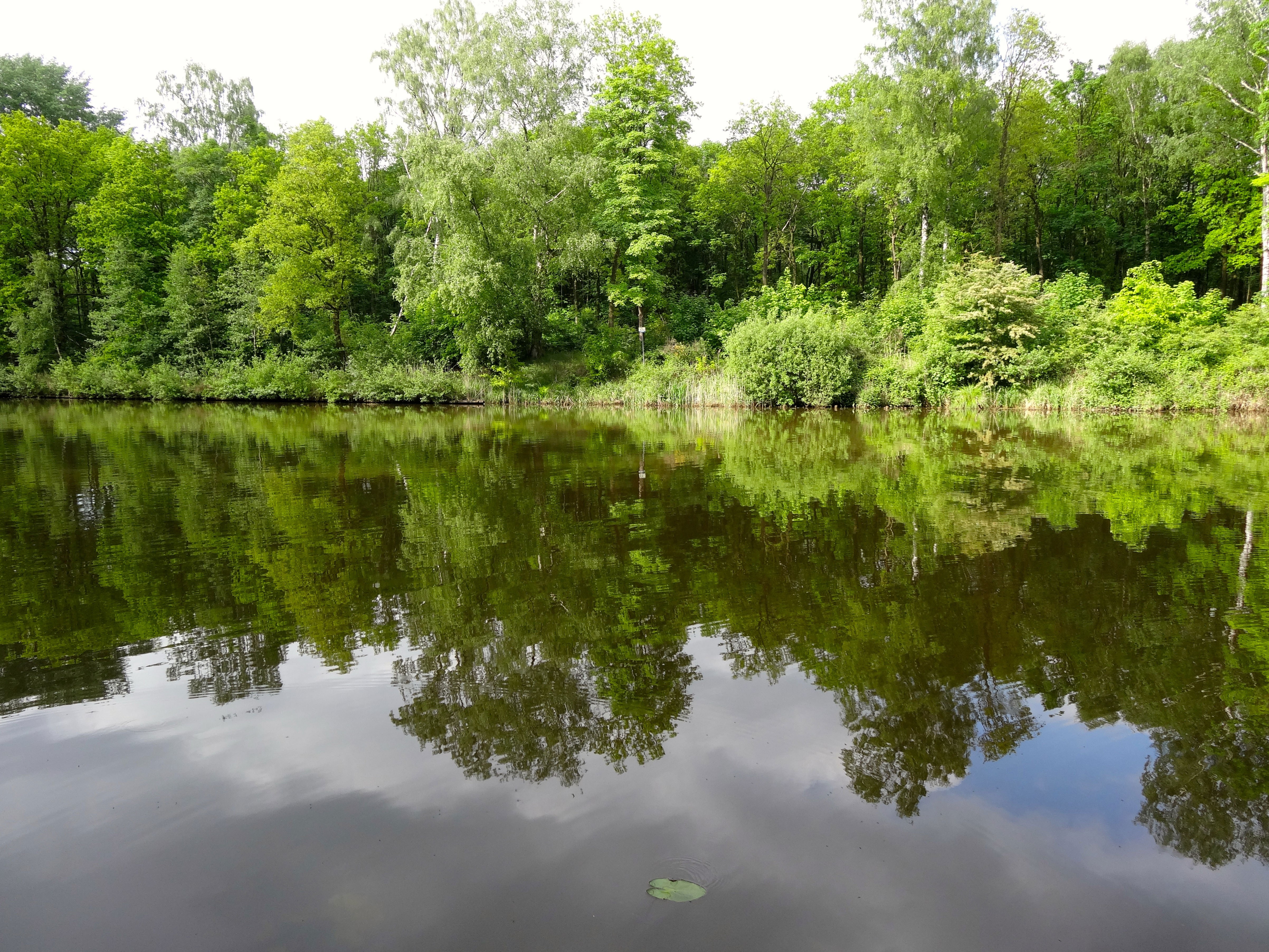
Zwolse Vaart in het Voorster bos